# Un foutu conte de Noël
Pour plus de détails, voir Fiche technique et Distribution.
Un foutu conte de Noël (A Merry Friggin' Christmas) est un film de Noël américain de Tristram Shapeero sorti en 2014.

## Synopsis
Boyd Mitchell et sa femme doivent passer Noël avec sa famille qu'il n'a pas vu depuis très longtemps. En réalisant qu'il a laissé tous les cadeaux de son fils à la maison, il prend la route avec son père dans une tentative de faire l'aller-retour avant le lever du soleil.
Mais tous ne va pas se passer comme prévu vu qu'il est fâché avec son père depuis de nombreuses années.

## Fiche technique
- Titre original : A Merry Friggin' Christmas
- Titre français : Un foutu conte de Noël
- Réalisation : Tristram Shapeero
- Scénario : Michael Brown[1]
- Direction artistique :
- Décors :
- Costumes :
- Photographie :
- Montage :
- Musique :
- Casting :
- Production :
- Sociétés de production : Sycamore Pictures
- Sociétés de distribution : Entertainment One
- Pays de production :  États-Unis
- Langue originale : anglais
- Format : couleur - 35 mm - 2,35:1 - son Dolby Digital
- Genre : Comédie
- Durée : 88 minutes
- Dates de sortie[2] :
  - États-Unis : 17 octobre 2014 (Festival international du film de Carmel) ; 7 novembre 2014 (sortie limitée)
  - Canada : 22 novembre 2014
  - France : 13 novembre 2015 (sorti directement en DVD[3])

 Sauf indication contraire, les informations mentionnées dans cette section peuvent être confirmées par la base de données cinématographiques IMDb,  présente dans la section « Liens externes ».

## Distribution
- Joel McHale (VF : Alexis Victor) : Boyd Mitchler
- Robin Williams (VF : Michel Papineschi) : Mitch Mitchler
- Lauren Graham (VF : Anne Rondeleux) : Luann Mitchler
- Clark Duke : Nelson Mitchler
- Oliver Platt : Hobo Santa
- Wendi McLendon-Covey : Shauna
- Tim Heidecker : Dave
- Candice Bergen : Donna Mitchler
- Pierce Gagnon : Douglas
- Bebe Wood (VF : Maryne Bertieaux) : Vera Mitchler
- Ryan Lee : Rance
- Amara Miller (VF : Corinne Martin) : Pam
- Amir Arison (VF : Mathieu Buscatto) : Farhad

 Source et légende : version française (VF) sur RS Doublage